# Tempestade tropical Bertha (2020)
A tempestade tropical Bertha foi uma tempestade tropical fora de temporada de curta duração que impactou o estado da Carolina do Sul nos Estados Unidos a 27 de maio. A segunda tempestade nomeada e também a segunda tempestade tropical consecutiva fora da temporada, pertencente à temporada de furacões no Atlântico de 2020. A tempestade e a sua perturbação precursora causaram inundações moderadas e inundações repentinas na Flórida e Carolina do Sul. As zonas externas desta tempestade causaram o atraso do lançamento histórico da SpaceX e Crew Dragon Demo-2 da NASA na quarta-feira 27 de maio.

## História meteorológica

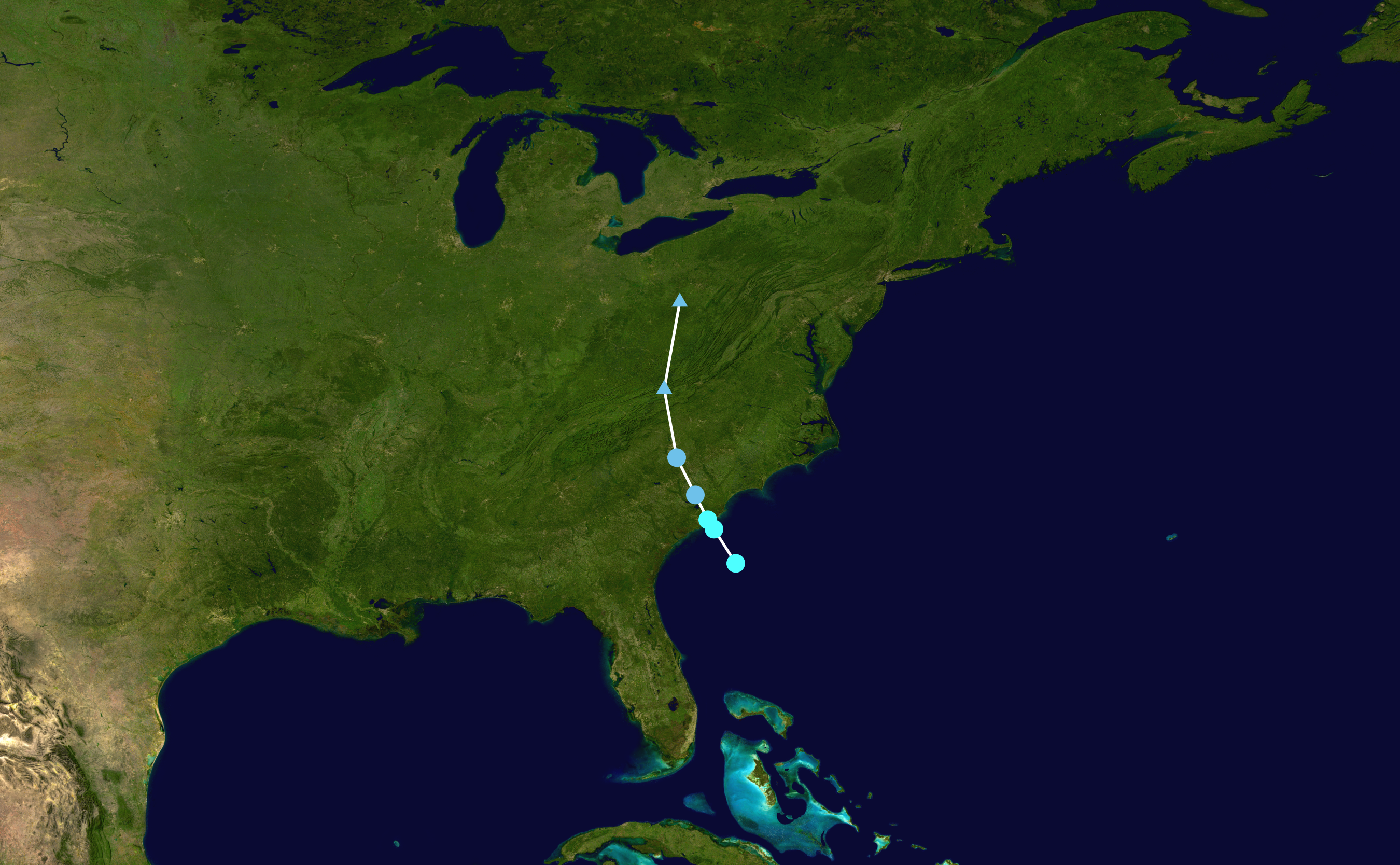
Mapa que traça a trajectória e a intensidade da tempestade, de acordo com a escala de furacões de Saffir-Simpson

A 25 de maio de 2020, o Centro Nacional de Furacões (NHC) começou a rastrear tempestades elétricas sócias com um canal de superfície alongado localizado sobre a Flórida e o Oceano Atlântico contíguo para o desenvolvimento potencial num ciclone tropical, mas não esperava a formação devido aos fortes ventos de nível superior e o alto potencial para a perturbação de se mover para o interior. No entanto, contrário às predições, o sistema organizou-se após mover para o norte, o que a sua vez contribuiu a aumentar a conveção e os ventos dentro do sistema. Baseado em dados de radar Doppler do NWS de Charleston e dados de boia, o Centro Nacional de Furacões (NHC) iniciou avisos sobre a tempestade tropical Bertha às 1200 UTC de 27 de maio. Bertha continuou fortalecendo-se apesar de sua proximidade à terra. Uma hora após que se emitiu o primeiro aviso, Bertha tocou terra na costa da Carolina do Sul com ventos de 50 mph (80 km/h). Desde a formação até tocar terra, Bertha tinha um campo anormalmente pequeno de ventos furacanados, que se estendia a apenas 40 quilómetros do centro. Bertha começou a debilitar-se rapidamente uma vez terra adentro, convertendo numa depressão tropical poucas horas após tocar terra. Bertha rapidamente degenerou num remanescente pós-tropical sobre a Virgínia Ocidental às 9:00 UTC de 28 de maio. Os restos desta tempestade transformaram-se num ciclone extratropical e se aumentaram em tamanho. O ciclone, associado com uma frente fria, trouxe fortes chuvas, tempestades elétricas e inundações à região dos Grandes Lagos antes de ser absorvido por um sistema extratropical maior um dia depois sobre o sul de Quebec.

## Preparações

### Estados Unidos

#### Carolina do Sul
Dado que a genêsis de Bertha foi muito inesperada, emitiram-se alertas de tempestade tropical para partes da costa da Carolina do Sul desde Edisto Beach até South Santee River apenas uma hora antes de tocar terra. O Centro Nacional de Furacões advertiu que dadas as condições dos antecedentes muito saturados, a chuva de Bertha pode produzir inundações repentinas e inundações que ameaçam a vida.

## Impacto

### Estados Unidos

#### Flórida
A perturbação precursora da tempestade tropical Bertha causou um importante evento de chuva de vários dias em todo o sul da Flórida, com acumulações de 8–10 polegadas (200–250 mm) em vários lugares, e com uma acumulação máxima de 72 horas de 14.19 polegadas (360 mm) em Miami. As taxas de precipitação de 4 polegadas (100 mm) por hora contribuíram a um total de 24 horas de 7.4 polegadas (190 mm) ali, mais do duplo do recorde diário de chuva diário e resultaram no evento de chuva mais significativo da cidade em oito anos. Em Miami e seus arredores, as chuvas contribuíram à inundação de lares e estradas, especialmente cerca dos canais. Algumas casas inclusive informaram derrubes parciais do teto em Hallandale Beach e Hollywood como resultado da forte precipitação. A polícia local de El Portal solicitou que o Distrito de Administração do Água do Sul da Flórida abra as comportas para aliviar as inundações nesses canais.
Em Hialeah, vários veículos ficaram varados em estradas inundadas, o que provocou vários resgates de água. O prefeito pediu aos residentes que permanecessem no interior em consequência. Nos dias de fortes chuvas provocaram que os escritórios locais do Serviço Meteorológico Nacional emitissem avisos de inundações repentinas, e as tempestades elétricas esporádicas intensas provocaram advertências adicionais. Um tornado EF1 causou principalmente danos a árvores e cercas no sul de Miami, ainda que várias caravanas também foram virados. As rajadas associadas com a perturbação na Flórida superaram as 51 mph (82 km/h) para perto de Key Biscayne, Flórida. Inclusive à medida que o sistema avançava para o norte, longe da Flórida, as faixas exteriores da tempestade tropical Bertha contribuíram ao clima tormentoso em todo o estado a 27 de maio, o que obrigou ao cancelamento do lançamento previsto de Crew Dragon Demo-2.

#### Carolina do Sul
Após tocar terra Bertha trouxe inundações moderadas a Charleston na Carolina do Sul. Produziram-se cortes de energia menores em todo o estado. Informou-se de um afogamento em Myrtle Beach devido às correntes de Bertha após que a tempestade tocasse terra.